# 营口之战

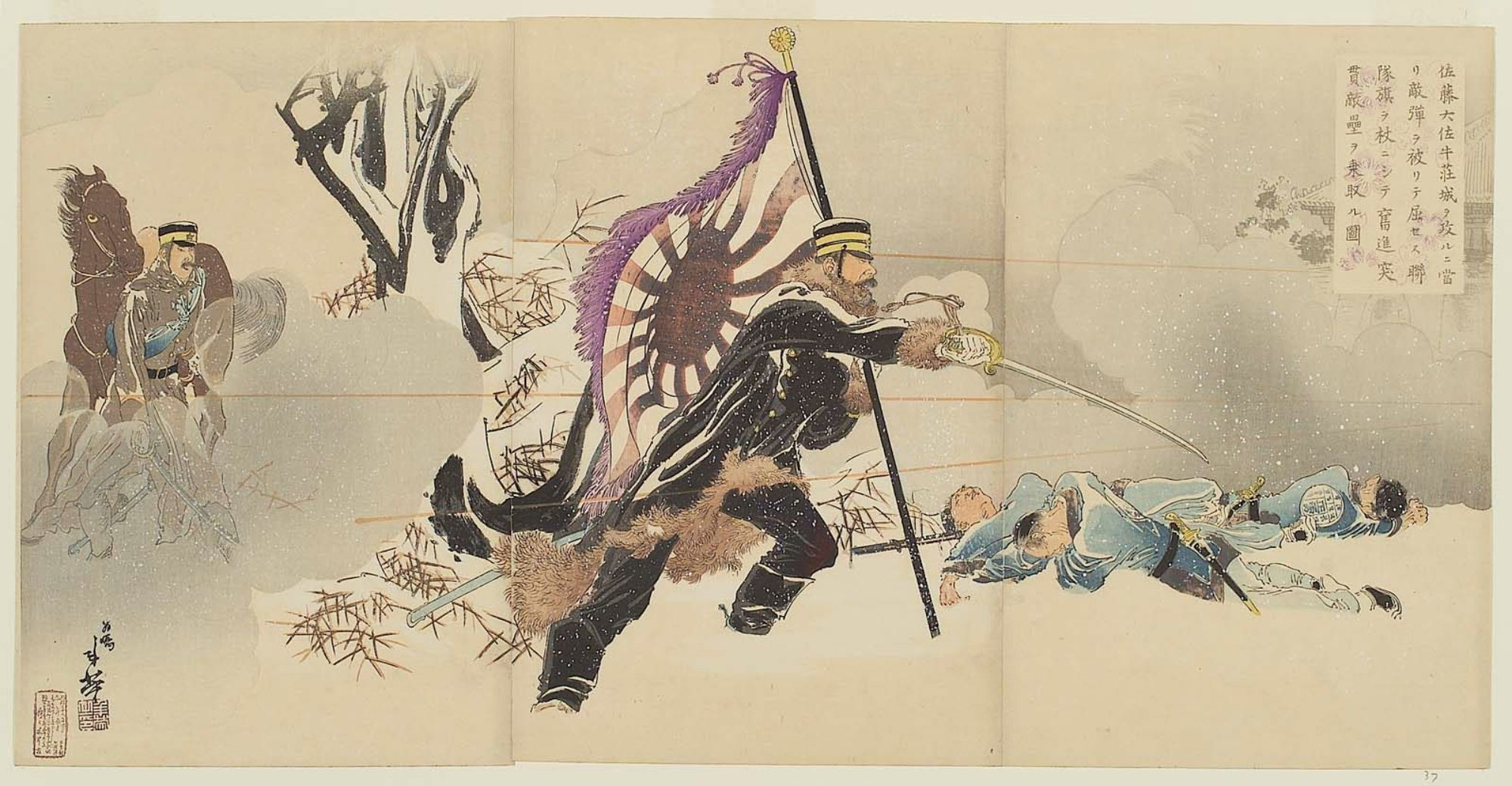
三田敏秀的浮世繪錦繪《佐藤大佐攻擊牛莊防禦工事，冒著敵人的冰雹，以旗幟為後盾衝鋒陷陣，奪取堡壘》，1895 年 4 月，木刻版畫

营口之战，清德宗光绪二十一年（1895年）3月，中日甲午战争中，清军在营口抗击日本军进攻的作战。

## 历史
1895年3月上旬，日本军第1军第3师团、第5师团进攻牛庄时，占领盖平（今辽宁省盖州市）和大石桥的日本军第2军第1师团也积极准备进攻营口。营口位于辽河左岸，是中国东北地区的重要通商口岸，这时由清军五十余营二万余人驻守。3月5日，营口守军分兵援助西北方向二十五公里处的田庄台，营口守军只剩下三千余人。3月6日11时，进抵营口口的日本军得知营口清军主力已转至田庄台，立即从东门向营口城发起攻击，占领营口市街。13时，日本军进攻清军驻守的海岸炮台，被守军用炮火轰走。3月7日清晨前，日本军偷袭炮台，清军已经在夜里撤走，日本军不战占据炮台，获得六十余门炮及封冻在营口港内的两艘火轮船。营口失守的重要原因是清军判断失误，将主力移驻至田庄台。3月9日，田庄台也失守，清朝在辽南的战场防御体系瓦解。